# 古尔伯拉
古尔伯拉（法語：Gourbera，法語發音：[ɡuʁbəʁa]）是法国朗德省的一个市镇，属于达克斯区。

## 地理
古尔伯拉（43°48'15"N, 1°2'53"W）面积27.73 平方千米，位于法国新阿基坦大区朗德省，该省份为法国西南部沿海省份，是法國本土面积第二大的省，北起吉倫特省，西临大西洋，南至大西洋比利牛斯省，东临热尔省，东北与洛特-加龍省接壤。
与古尔伯拉接壤的市镇（或旧市镇、城区）包括：塔莱、埃尔姆、拉吕克、圣保罗莱达克斯、圣樊尚德保罗、卡斯泰茨、阿杜尔河畔蓬通克斯。

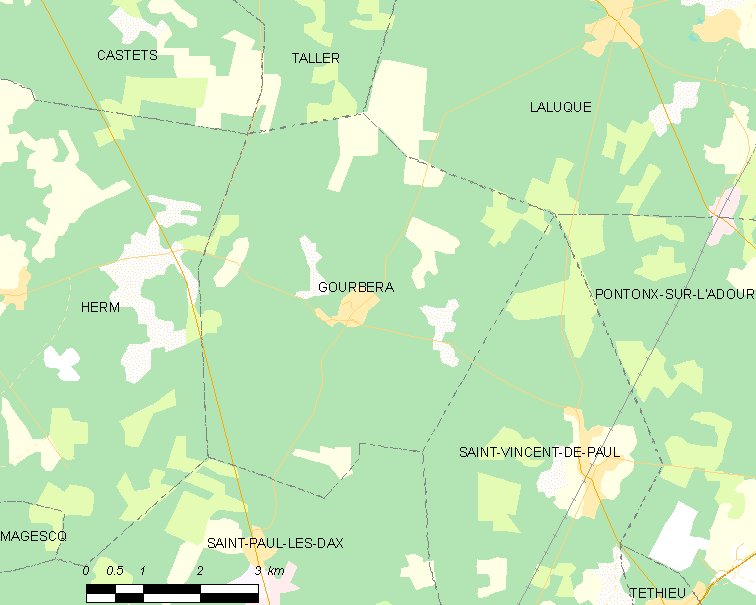
古尔伯拉的OSM定位图

古尔伯拉的时区为UTC+01:00、UTC+02:00（夏令时）。

## 行政
古尔伯拉的邮政编码为40990，INSEE市镇编码为40114。

## 政治
古尔伯拉所属的省级选区为达克斯第一县。

## 人口

1962-2008年间古尔伯拉人口变化图示

古尔伯拉于2022年1月1日时的人口数量为364人。